# Cyperus aureoalatus
Cyperus aureoalatus är en halvgräsart som beskrevs av Kaare Arnstein Lye. Cyperus aureoalatus ingår i släktet papyrusar, och familjen halvgräs. Inga underarter finns listade i Catalogue of Life.